# Fàbrica d'olis i sabons de Llorenç Pons i Clerch
La fàbrica d'olis i sabons de Llorenç Pons i Clerch és un recinte industrial situat al carrer de Sancho d'Àvila, 105-111 de Barcelona, catalogat com a bé amb elements d'interès (categoria C).

## Història

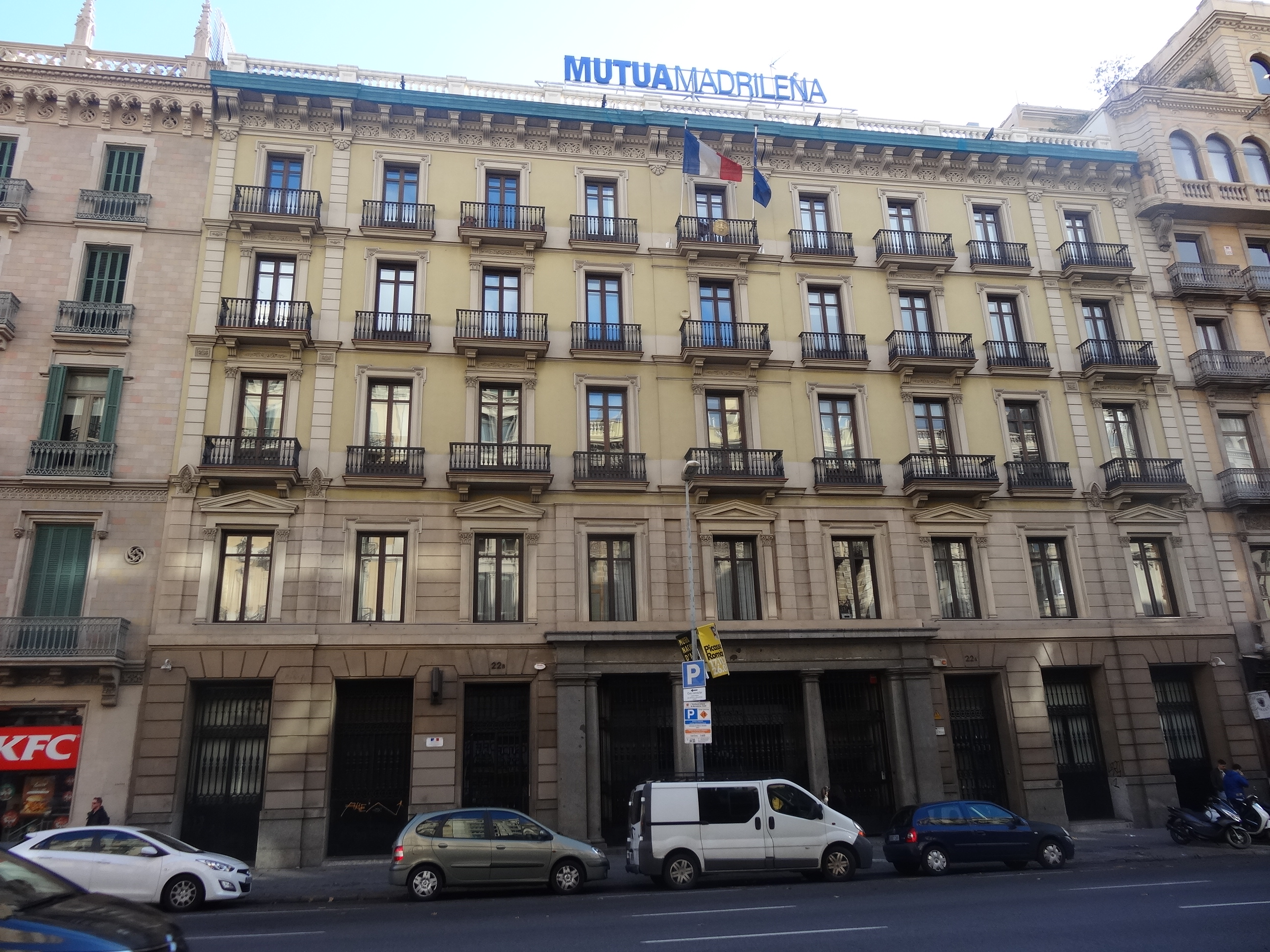
Casa Llorenç Pons i Clerch

El 1902, el comerciant i fabricant Llorenç Pons i Clerch va demanar permís per a construir una caseta amb façana al carrer i uns coberts interiors, segons el projecte del mestre d'obres Jaume Barnadas, en uns terrenys que havien estat de Ròmul Bosch i Alsina. El despatx era a la Ronda de la Universitat, 22, un edifici que havia fet construir el 1890 i on tenia la residència.
El negoci fou continuat pels seus fills, però no per gaire temps, ja que el 1936, el fabricant de tubs de ferro colat Andreu Rosa Sala (successor del seu sogre Eduard Balaciart) hi tenia el seu magatzem i va demanar permís per a fer-hi reformes. Després de la Guerra Civil, hi havia la fàbrica d'amiant del seu fill Eduard Rosa Balaciart, que el 1954 va demanar permís per a instal·lar uns nous motors en substitució dels antics. Morí el 1970 i fou succeït pel seu fill Albert Rosa Fina.
Actualment, només en queden dues naus, transformades en lofts, i a la resta del solar s'ha construIt un edifici d'oficines, obra de BCA Arquitectes.